# Marvão
Marvão là một huyện thuộc tỉnh Portalegre, Bồ Đào Nha. Huyện này có diện tích 155 km², dân số thời điểm năm 2001 là 4029 người.